# استیو هنکی
استیو هنکی (انگلیسی: Steve Hanke؛ زادهٔ ۲۹ دسامبر ۱۹۴۲) اقتصاددان کاربردی اهل ایالات متحده آمریکا است. او در دانشگاه جانز هاپکینز تدریس می‌کند و مدیر «پروژهٔ ارزهای معیوب» در مؤسسه کیتو (تیک‌تنکی محافظه‌کار در واشینگتن) است.
هنکی برای مساعی‌اش به عنوان «اصلاح‌گر ارزی» در اقتصادهای نوظهور شناخته می‌شود. هنکی همچنین اقتصاددان ارشد شورای مشاوران اقتصادی رئیس‌جمهور آمریکا رونالد ریگان در سال‌های ۱۹۸۱ و ۱۹۸۲ بود. او به سران بسیاری از دولت‌ها در آسیا، آمریکای لاتین، اروپا، و خاورمیانه هم مشاوره داده‌است.
هنکی ستون‌های تحلیلی بسیاری نیز برای فوربز و دیگر رسانه‌ها نوشته‌است.